# ادام روو

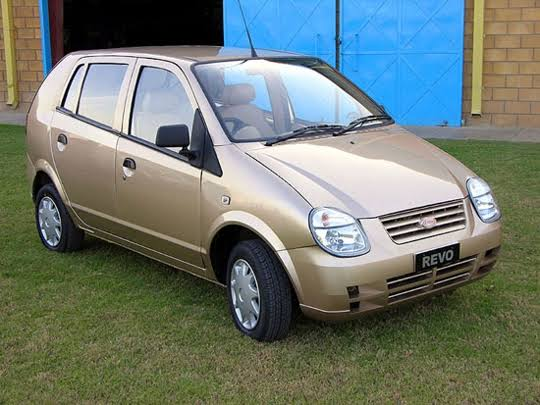
خودرو ادام روو

ادام روو (Adam Revo) خودرویی است که در سال‌های ۲۰۰۵–۲۰۰۶تولید شده‌است.
این خودرو در کلاس خودرو شهری قرار گرفته، طول آن در حالت طبیعی ۳٬۵۷۶ میلیمتر (۱۴۰٫۸ اینچ) و عرض آن در حالت طبیعی ۱٬۵۱۰ میلیمتر (۵۹٫۴ اینچ) و ارتفاع آن در حالت طبیعی ۱٬۴۷۰ میلیمتر (۵۷٫۹ اینچ) است. سیستم جعبه‌دندهٔ آن ۴ دنده به صورت دستی است.